# Inside Deep Throat
Pour plus de détails, voir Fiche technique et Distribution.
Inside Deep Throat est un film documentaire américain réalisé par Fenton Bailey et Randy Barbato sorti en 2005.

## Synopsis

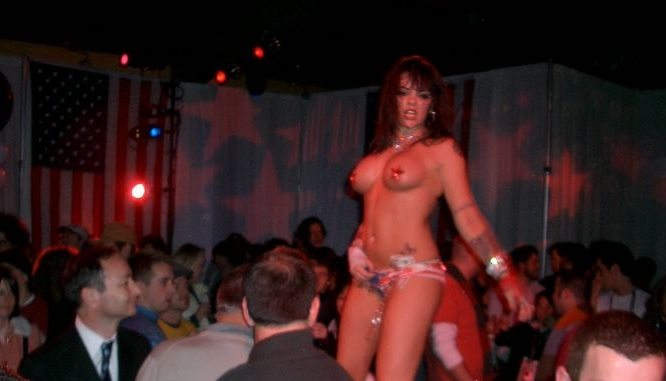
Soirée organisée pour Inside Deep Throat durant le Festival de Sundance en 2005.

## Fiche technique
- Réalisation : Fenton Bailey, Randy Barbato
- Scénario : Fenton Bailey, Randy Barbato
- Photographie : David Kempner, Teodoro Maniaci (en)
- Musique : David Benjamin Steinberg
- Production : Imagine Entertainment, HBO Documentary Films, Brian Grazer, World of Wonder
- Durée : 91 minutes
- Dates de sortie :
  -  États-Unis : janvier 2005 (Festival du film de Sundance)
  -  États-Unis : 11 février 2005 (sortie nationale)
  -  France : 27 juillet 2005
- Classification : interdit aux moins de 12 ans à sa sortie en salles en France[1]

## Commentaires
- Revenant sur l'énorme succès du film Deep Throat, il met en évidence l’écart entre les modestes intentions de ses promoteurs et son incroyable impact sur la société américaine. Sorti en 1972, alors que l'Amérique découvrait les valeurs de l'amour libre et de la contre-culture, ce film provoqua un bouleversement des mœurs et initia une mode du « porno chic » que le documentaire se plait à évoquer.
- Traité sur le mode humoristique, avec Dennis Hopper dans le rôle du narrateur, cet épisode de l'histoire sociale américaine est illustré de nombreuses images d'archives et d'interviews des protagonistes qui, à l'exception notable de Linda Lovelace, sont presque tous encore de ce monde.